# 2004年アテネオリンピックのモンゴル選手団
2004年アテネオリンピックのモンゴル選手団（2004ねんアテネオリンピックのモンゴルせんしゅだん）は、2004年8月13日から8月29日にかけてギリシャの首都アテネで開催された2004年アテネオリンピックのモンゴル選手団、およびその競技結果。

## 概要
今大会は銅メダル1個、合計1個のメダルを獲得した。

## メダル
| メダル | 選手名                           | 競技 | 種目           |
| ------ | -------------------------------- | ---- | -------------- |
| 銅     | ハシュバータル・ツァガンバータル | 柔道 | 男子60kg以下級 |